# Helena Adler

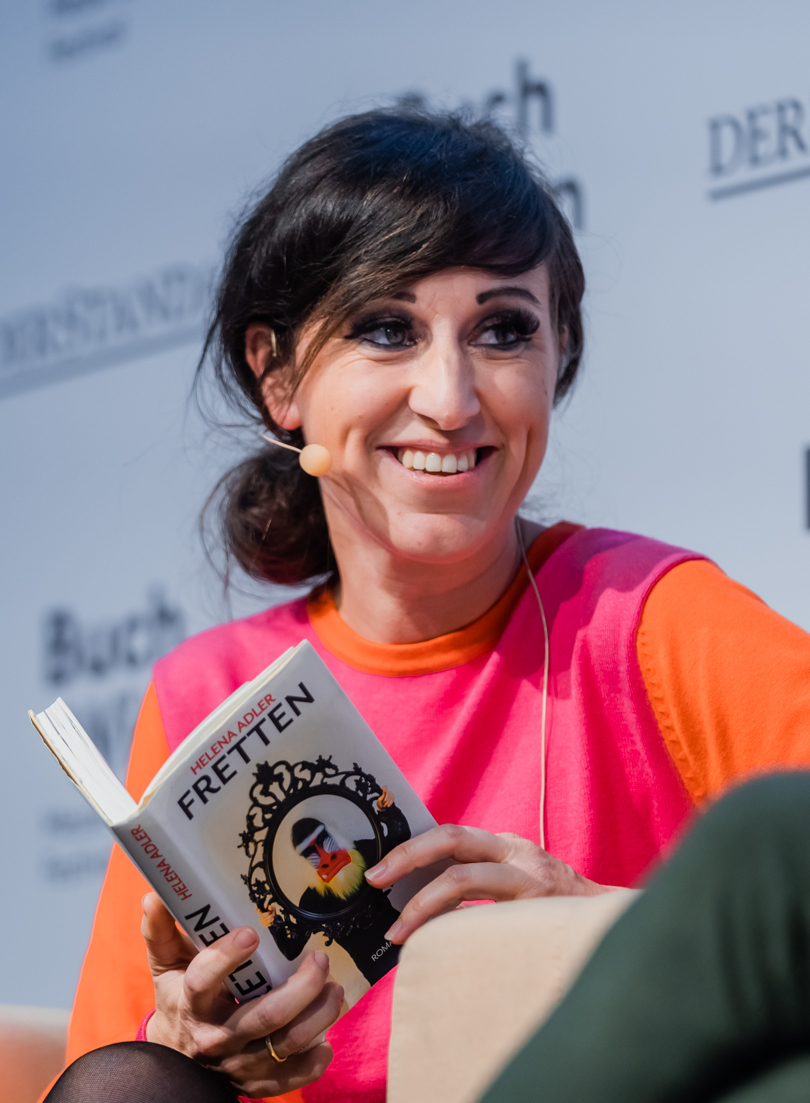
Helena Adler auf der Buch Wien (2022)

Helena Este Adler (* 16. Mai 1983 in Oberndorf bei Salzburg als Stephanie Helene Prähauser; † 5. Jänner 2024 in Salzburg als Stephanie Helene Stadler) war eine österreichische Schriftstellerin und bildende Künstlerin.

## Leben
Adler wurde als Stephanie Helena Prähauser 1983 in Oberndorf bei Salzburg geboren und wuchs auf einem Bauernhof in Anthering auf. Sie begann ein Germanistikstudium und studierte Psychologie und Philosophie an der Universität Salzburg sowie Malerei am Salzburger Mozarteum. Um nicht mit der Schriftstellerin und Künstlerin Teresa Präauer verwechselt zu werden, wählte sie als Künstlernamen Helena Adler, ihren zweiten Vornamen übernahm sie dabei als Teil des Pseudonyms.
Adler lebte mit ihrem Mann, dem bildenden Künstler Thomas E. Stadler, und dem gemeinsamen Sohn in einer Nachbargemeinde von Anthering. Sie starb in der Nacht auf den 5. Jänner 2024 im Alter von 40 Jahren in Salzburg, nachdem im Juni 2023 ein Gehirntumor diagnostiziert wurde. Sie wurde in Oberndorf bei Salzburg bestattet. Zum Gedenken rief das Literaturhaus Salzburg den Helena-Adler-Preis für rebellische Literatur ins Leben.

## Künstlerisches Werk
Adler veröffentlichte 2018 im Arovell Verlag ihren Debütroman Hertz 52. Für den Einreichtext Infantennovelle. Familienporträt mit Watschenbaum und Wolpertinger erhielt sie 2018 das mit 10.000 Euro dotierte Jahresstipendium des Landes Salzburg für Literatur. 2020 erschien mit Die Infantin trägt den Scheitel links im Verlag Jung und Jung ihr zweiter Roman. Das Buch erreichte im April 2020 Platz fünf der ORF-Bestenliste; mit einer Lesung aus dem Buch eröffnete Adler 2020 das Literaturfestival O-Töne. Im August 2020 gelangte der Roman auf die Longlist des Deutschen Buchpreises. Weitere Texte erschienen in Anthologien und Literaturzeitschriften. Ihr dritter Roman Fretten kam im September 2022 auf Platz 10 und im Oktober 2022 auf Platz eins der ORF-Bestenliste.
Gemeinsam mit Monika Pichler-Kranich gründete Adler die Literaturwerkstatt Literaturlobbyland (LiLoLa). Sie war Mitglied der Salzburger Autorengruppe. Als Künstlerin war sie an verschiedenen Ausstellungen und Kunstaktionen beteiligt, unter anderem 2015 beim Verein Terra Hominibus in Wien, 2016 bei Geteilte Städte. An die Grenzen gehen in Görz sowie 2018 im Modernen Museum in Mauerkirchen in Oberösterreich und beim Art off-space im Narrenkastl in Frohnleiten bei Graz.
Von Klaus Kastberger wurde Adler 2023 zum Ingeborg-Bachmann-Wettbewerb eingeladen. Eine Woche vor dem Wettlesen zog sie ihre Teilnahme aus gesundheitlichen Gründen zurück, nachdem im Juni 2023 ein Gehirntumor diagnostiziert wurde. Für die Tiroler Volksschauspiele in Telfs unter Intendant Gregor Bloéb schrieb sie für das Werk 7 Todsünden das Segment Trägheit, das bei der Uraufführung im Juli 2023 von Gerti Drassl und Bernhard Bettermann interpretiert wurde.
Im Juni 2024 wurden drei Texte aus ihrem Nachlass in dem Band Miserere posthum veröffentlicht. Unter die Erde war im September 2022 auf Radio Salzburg zu hören, Ein guter Lapp in Unterjoch und Miserere Melancholia wurden im Hinblick auf eine mögliche Teilnahme beim Bachmann-Wettbewerb geschrieben, wobei sich Adler für Klagenfurt für Miserere Melancholia entschieden hatte. Der Text ging von ihrem Beitrag zum 7 Todsünden-Projekt der Tiroler Volksschauspiele aus. Miserere gelangte im Juli und im August 2024 auf Platz eins der ORF-Bestenliste. Ihr Roman Fretten wurde 2025 von Susanna Ridler vertont.

## Publikationen (Auswahl)
- Hertz 52. Arovell, Wien/Gosau 2018, ISBN 978-3-903189-14-0.
- Die Infantin trägt den Scheitel links. Jung und Jung, Wien/Salzburg 2020, ISBN 978-3-99027-242-8.
- Fretten. Jung und Jung, Salzburg 2022, ISBN 978-3-99027-271-8.
- Miserere: Drei Texte, Jung und Jung, Salzburg 2024, ISBN 978-3-99027-407-1 (posthume Veröffentlichung)[27]

## Auszeichnungen (Auswahl)
- 2018: Jahresstipendium des Landes Salzburg für Literatur für Die Infantennovelle[1]
- 2020: Deutscher Buchpreis – Longlist (Die Infantin trägt den Scheitel links)[15]
- 2020: Hotlist unabhängiger Verlage mit Die Infantin trägt den Scheitel links[28]
- 2020: Nominierung für den Österreichischen Buchpreis mit Die Infantin trägt den Scheitel links (Shortlist)[29][30]
- 2022: Nominierung für den Österreichischen Buchpreis mit Fretten (Shortlist)[31][32]
- 2023: Nominierung für den Ingeborg-Bachmann-Preis[19]

## Helena-Adler-Preis
Zum Andenken an Helena Adler schuf das Literaturhaus Salzburg 2024 den mit 7.777,-- Euro dotierten Helena-Adler-Preis für rebellische Literatur.
Die Preisträger:
- 2025: Elke Laznia mit ihrem Prosagedicht Fischgrätentage.[33]